# 賈名儒 (嘉靖進士)
賈名儒（1501年—1580年），號實齋，浙江承宣布政使司嘉興府嘉興縣（今浙江省嘉興市）人，明朝政治人物、進士出身。

## 生平
正德十四年（1519年）己卯科浙江乡试举人，嘉靖五年（1526年），登丙戌科二甲九十名進士，授刑部主事。后升任刑部郎中。因忤吏部尚書汪鋐，十二年（1533年）外任雲南姚安府知府，未任，以母亲去世丁忧守制。越六月，改任江西贛州府知府，未任，服阕，起补河南汝寧府知府，十八年十一月升山东按察司副使、整饬密云等处兵备，次年五月因未上任而以疾乞休，诏以原职致仕。時年四十，又四十年而卒。

## 轶事
《萬曆野獲編》记载賈名儒家与趙文華家前后門相通，賈名儒至趙家串門，當時餉銀用桶装，放在庭下，賈問何物，趙佯答是火药，賈遂以要造烟花搬走二桶，趙但干笑而已。又邻居一少年名倪麻子，賈出一对子「钉靴踏地泥麻子」嘲讽他，倪則对曰：「皮袄披身假畜生。」賈名儒大为恼怒，骂骂咧咧而入，市人皆大笑。

## 家族
祖父姚西溪。父姚素菴。母姚氏，封安人。兄贾名何。